# عدلي (اسم)
عدلي اسم عربي يعطى للمذكر، وقد يأتي كلقب ايضاً. قد يشير اسم عدلي إلى :
لقب :

- حبيب العادلي، سياسي مصري.

اسم : 
- عدلي يكن
- عدلي يعيش